# Кчеры (станция)
Кче́ры — разъезд Санкт-Петербург-Витебского отделения Октябрьской железной дороги. Название разъезду дала деревня, полностью уничтоженная в годы Великой Отечественной войны. Расположена между остановочными пунктами 172 км и 181 км. Находится на расстоянии 178 км от Санкт-Петербурга, 67 км от Дна.

## История
В расписании лета 1917 года есть разъезд КчерА. С апреля 1975 года передана в состав Ленинград-Московского отделения.

## Станционные устройства
Путевое развитие включает в себя два пути. На станции устроены одна боковая платформа и пост ДСП.

## Расписание поездов по станции Кчеры

### Расписание пригородных поездов
| Поезд        | Время прибытия | Стоянка (мин) | Время отправления |
| ------------ | -------------- | ------------- | ----------------- |
| Дно — Оредеж | 10:42          | 4             | 10:46             |
| Оредеж — Дно | 10:45          | 2             | 10:47             |
| Оредеж — Дно | 14:54          | 1             | 14:55             |
| Дно — Оредеж | 18:25          | 1             | 18:26             |